# Scary or Die
Scary or Die es una película de terror estadounidense antológica de 2012, que fue dirigida por Bob Badway, Michael Emanuel, e Igor Meglic. La película fue estrenada en vídeo bajo demanda el 1 de mayo de 2012 y en DVD el 11 de septiembre de 2012.

## Argumento

### The Crossing
Buck (Bill Oberst Jr.) y sus amigos han pasado un tiempo en la frontera  entre México yEstados Unidos en busca de alguien que ellos creen que es un inmigrante ilegal. Tras la captura de alguien, el grupo lo asesina y entierra su cuerpo con la esperanza de enviar un mensaje personal a cualquier otra persona que intente entrar. Sin embargo, lo que no podían predecir es que sus víctimas pueden levantarse de la tumba para vengarse.

### TaeJung's Lament
Un viudo solitario se encuentra incapaz de hacer frente a la pérdida de su esposa y comienza a seguir el rastro de varias mujeres que se le parecen. En una de esas ocasiones, termina por convertirse en un testigo del secuestro de una mujer. El hombre la rescata y, en agradecimiento, la mujer le insta a que se encuentre con ella una noche. Sin saberlo él, la mujer y sus amigos son todos vampiros que están siendo cazados por el propio Van Helsing.

### Re-Membered
Un policía corrupto (Christopher Darga) ha sido propuesto a actuar como un asesino a sueldo por el asesinato de un hombre, cumpliendo con la tarea. Él desmiembra el cuerpo y lo guarda en el baúl para su posterior eliminación, pero se sorprende cuando empieza a encontrar pruebas de que su víctima esta de alguna manera aún vivo.

### Clowned
Cuando Emmett (Corbin Bleu), un traficante de drogas, es mordido por Fucko (Domiziano Arcangeli), un payaso carnívoro en la fiesta de cumpleaños de un miembro de la familia, lo último que espera es que por la mordida sufra una horrible transformación. A medida que su  transformación se produce, Emmett se horroriza al descubrir que tiene un gusto recién adquirido por la carne humana.

### Lover Come Back
Una mujer regresa de la tumba para buscar venganza contra su marido infiel que le causó su muerte. A medida que se mueve hacia su tarea final, comienza a recordar su relación y cómo todo salió mal.

## Reparto
- Domiziano Arcangeli como Fucko.
- Bill Oberst Jr. como Buck.
- Corbin Bleu como Emmett.
- Shannon Bobo como la mujer andante.
- Bob Bouchard como Fucko 2.
- Andrew Caldwell como Bill Blotto.
- Alexandra Choi como Min-ah.
- Charles Rahi Chun como TaeJung.
- Erik Contreras como Gonzalez Jr.
- Christopher Darga como Detective Franks.
- Xavier Davis como Andy.
- Elizabeth Di Prinzio como Kelly.
- Hali Lula Hudson como Connie.
- Azion Iemekeve como Van Helsing.
- David Reivers como Gran Pere.